# Dichagyris poecilopetala
Dichagyris poecilopetala är en fjärilsart som beskrevs av Zoltan Varga 1979. Dichagyris poecilopetala ingår i släktet Dichagyris och familjen nattflyn. Inga underarter finns listade i Catalogue of Life.